# Экологические проблемы Бутана

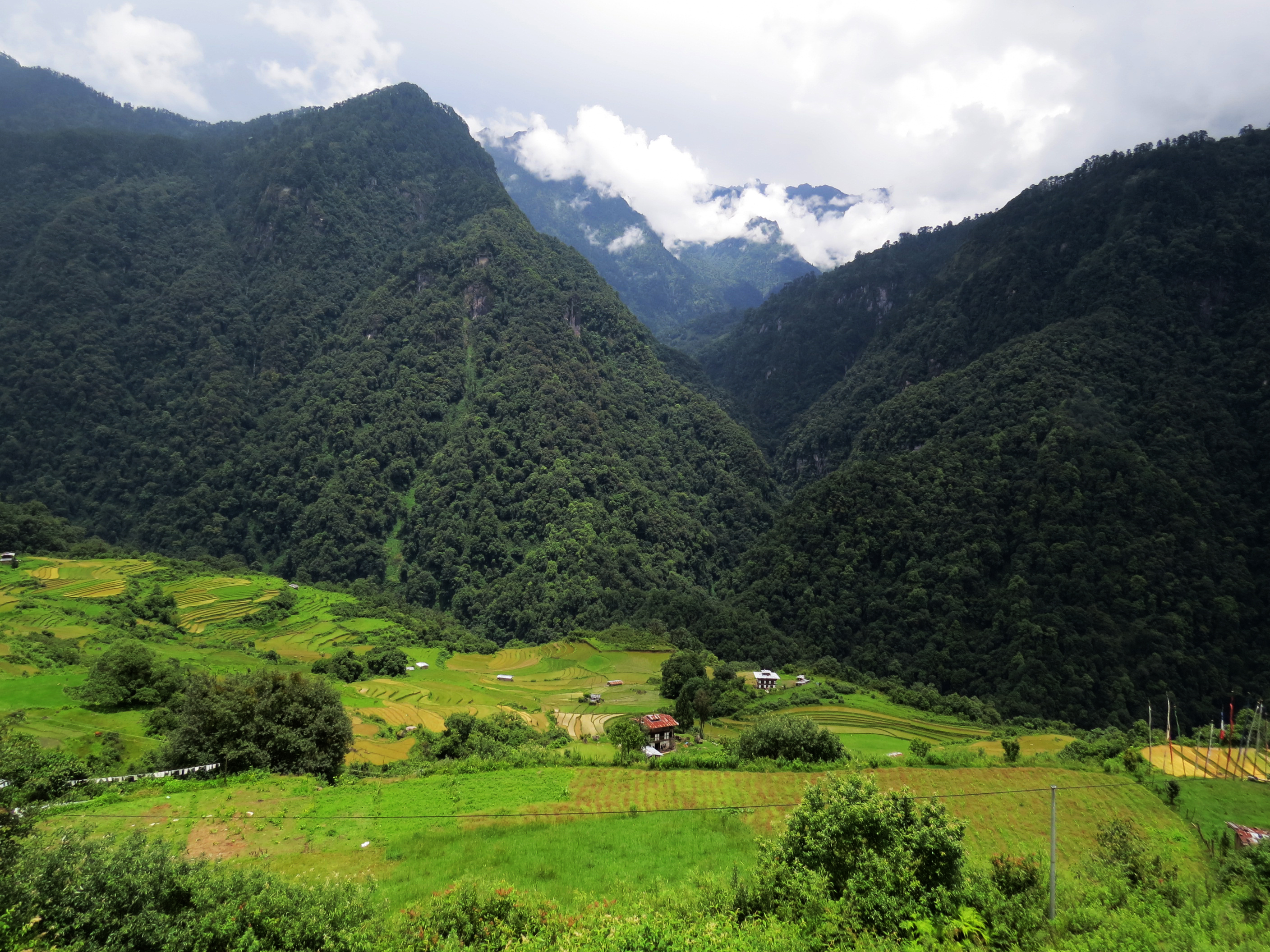
Густые леса гор национального парка Джигме Дорджи, Бутан.

В Бутане существует ряд экологических проблем. Среди наиболее актуальных проблем - традиционная заготовка дров, защита посевов и стад, утилизация отходов, а также современные проблемы, такие как промышленное загрязнение, сохранение дикой природы и изменение климата, которые угрожают населению и биоразнообразию Бутана. Использование земли и водных ресурсов также стало предметом экологической озабоченности как в сельской, так и в городской местности. Помимо этих общих проблем, другие, такие как проблема свалок, загрязнения воздуха и шума, особенно распространены в относительно урбанизированных и промышленно развитых районах Бутана. Во многих случаях экологические проблемы больше всего затрагивают наименее финансово и политически обеспеченных людей.
В 2011 году в Бутане наблюдалось оживление экономической активности, что оказало значительное воздействие на природные ресурсы, такие как земля, воздух и вода. Деятельность по освоению природных ресурсов усилила урбанизацию, индустриализацию, добычу полезных ископаемых и разработку карьеров, сельское хозяйство и проекты по утилизации твердых отходов. Загрязнение почвы, утрата биоразнообразия и среды обитания, высокое потребление топливной древесины и столкновения людей с дикими животными - вот некоторые из экологических проблем Бутана. Несмотря на эти проблемы, Бутан остается в целом углеродно-нейтральным государством и чистым поглотителем парниковых газов.
В правительстве Бутана решение экологических вопросов возложено на независимую Национальную комиссию по окружающей среде (NEC) и Бутанский трастовый фонд, а также на исполнительные министерства здравоохранения (в отношении химических и радиоактивных отходов), экономики, сельского и лесного хозяйства (Департамент лесного хозяйства). Вопросы утилизации отходов часто возлагаются на местные органы власти - администрации Дзонгхагов и Тхромде Бутана. Неправительственные организации, активно занимающиеся решением экологических проблем в Бутане, - это Королевское общество защиты природы (RSPN), единственная отечественная экологическая НПО, и Всемирный фонд дикой природы (WWF).

## Национальные вопросы
Для решения экологических проблем правительство Бутана с переменным успехом запрещает некоторые виды практики. Сельское хозяйство цери, особенно распространенное среди народов Шарчоб и Лхоцампа, — это практика, при которой землю расчищают и интенсивно обрабатывают до тех пор, пока она не станет непродуктивной, после чего ее оставляют. Поскольку эта практика особенно вредна для окружающей среды, она была запрещена правительством с 1969 года, однако она продолжает существовать и сегодня. В середине 1980-х годов на ее долю приходилось 32 процента сельскохозяйственных земель и около 3 процентов всех земель. В начале 1990-х годов Бутан ввел запрет на экспорт древесины, хотя заготовка древесины внутри страны по-прежнему жестко регулируется сетью лесничих и дорожных постов. В апреле 1999 года Бутан также запретил пластиковые пакеты по всей стране. Запрет на пластиковые пакеты, однако, оказался сложной задачей для реализации и соблюдения из-за практичности и отсутствия реальных альтернатив.
Помимо сельского хозяйства тшери, другие традиционные практики вызывают озабоченность в отношении охраны окружающей среды. По всему Бутану исторически сложилась зависимость от дров как источника топлива. До появления гидроэлектроэнергии и других современных источников энергии источником топлива для отопления, приготовления пищи и освещения служили почти исключительно дрова. Обеспечение электроэнергией, а также более эффективное регулирование деятельности сборщиков дров и более активные проекты по восставновлению лесов рассматривались в 1980-х годах как ключевой фактор сохранения лесов Бутана. Поскольку доступное электричество было не по всей стране, правительство создало плантации дров вблизи деревень для удовлетворения повседневных потребностей и сохранения лесов. Заготовка и использование дров остается одной из главных экологических проблем Бутана; королевство является одним из мировых лидеров по потреблению дров — 2,8 кубических метров в год, на которые приходится 80 процентов энергопотребления королевства.
По всему Бутану фермеры и пастухи теряют урожай и терпят урон домашнему скоту из-за проблем взаимодействия человека с дикой природой. Эти проблемы осложняются чрезмерным выпасом скота и охраной диких животных. Охраняемые дикие животные проникают на сельскохозяйственные территории, вытаптывают посевы и режут скот. В ответ на это правительство внедрило программу страхования, начало строить сигнальные ограждения на солнечных батареях, сторожевые вышки, поисковые фонари, а также предоставило корм и солевые камни за пределами населенных пунктов, чтобы дикие животные держались от них подальше. Некоторые местные фермеры начали сажать траву мелассу, чтобы естественным образом отпугнуть приматов. Бутан также обратился за помощью к Программе развития ООН в борьбе с потерями урожая и скота.
В частности, индустриализация была названа экологическим препятствием и препятствием на пути к достижению «Валового национального счастья» — руководящего принципа правительства и Конституции Бутана. По мере индустриализации Бутана простые граждане столкнулись с растущей конкуренцией за основные ресурсы и удобства — от воды до дорог — с промышленными предприятиями, получающими выгоду от близлежащих проектов развития Бутана. В то время как жители выражают недовольство ухудшением здоровья и ухудшением качества жизни, промышленники отмечают, что в Бутане обеспечение здравоохранения является функцией правительства.
Пасака в Пхунчхолинге является крупным промышленным центром и находится в эпицентре многих экологических проблем, связанных с промышленностью, с тех пор как Бутан начал свои программы развития в 1960-х годах. Было запланировано строительство хранилища промышленных отходов в Пасале (Пхунчхолинг), для приема шлака, порошка диоксида кремния и газов, выбрасываемых сталелитейной, ферросплавной и твердосплавной промышленностью. Строительство хранилища на крупнейшем промышленном объекте Бутана первоначально планировалось завершить в июле 2011 года.

## Загрязнение воздуха
С 2006 года значительное загрязнение воздуха, в основном связанное с внешними источниками в Индии, проявилось в виде коричневой дымки в атмосфере над Бутаном. Это загрязнение воздуха привело к снижению урожая и росту беспокойства по поводу здоровья населения. Четыре цементных завода Бутана были названы одними из самых главных причин загрязнения воздуха в стране, причем три из четырех работают без современных средств контроля выбросов. Полугодовые инспекции NEC[неизвестный термин] проверяют соблюдение действующих норм и могут налагать относительно незначительные штрафы, однако условия жизни остаются плохими из-за пыли. В бутанских СМИ правоприменительная практика изображалась как вялая, и жалобы некоторых жителей вокруг промышленного центра Пасакха остались без внимания.
До 2011 года во многих тхромде и небольших деревнях Бутана имелись ямы или места для сжигания мусора из-за отсутствия специально оборудованных свалок или мест утилизации. Эта практика способствует усилению загрязнения воздуха, а также повышению токсичности воздуха и почвы.
В 2011 году NEC начала создавать станции для мониторинга качества воздуха в Тхимпху, Канглунге, Пасаке и Ринчендинге.

## Биоразнообразие
Биоразнообразие, являющееся отличительной чертой Бутана, находится под угрозой из-за деятельности человека и изменения климата. Для решения этих проблем в 1960-х годах королевское правительство начало создавать охраняемые территории. С 1992 года охраняемые территории Бутана находятся под управлением Бутанского трастового фонда по сохранению окружающей среды при Министерстве сельского хозяйства, Отдел лесного хозяйства. В 1993 году Фонд пересмотрел и сократил свою обширную систему парков для лучшего экологического представительства и управления. Однако в 2008 году охраняемые территории значительно расширились за счёт создания Парка столетия династии Вангчук, занимающего территорию в 4 914 кв. км на севере Бутана. Все парки и заповедники связаны между собой либо напрямую, либо "Экологическими коридорами". Бутан рассматривается некоторыми как лучший в мире пример выделения значительной части территории страны для поддержания экологии охраняемых территорий - путем создания коридоров - без финансовых последствий, как это отражено в исследовании 2020 года.
По состоянию на 2011 год Фонд набрал 189 полевых сотрудников, обучил 24 аспиранта и организовал более 300 краткосрочных научных курсов. Под управлением Фонда находится 16 396,43 кв. км заповедной территории, что почти равно площади Эсватини и составляет более 42% от общей площади Бутана - 38 394 кв. км (14 824 кв. миль). За исключением заповедника Phibsoo Wildlife Sanctuary и заповедника Torsa Strict Nature Reserve, эти охраняемые территории населены или расположены в пределах населенных пунктов. К 2011 году развитие человеческого фактора и незаконная деятельность, такая как разрушение среды обитания и браконьерство, угрожают уничтожить исчезающие виды, включая белобрюхую цаплю, одну из самых редких птиц страны.
Браконьерство в Бутане является экологической проблемой как внутри королевства, так и на его границах. Многие виды животных добываются ради их предполагаемых лечебных свойств. Несмотря на то, что продукты дикой природы, включая рог носорога, кости тигра, мускус и кордицепс китайский, находятся под защитой внутри границ Бутана,они имеют высокую цену за пределами королевства. Хотя в незаконном обороте незаконно добытых диких животных обвиняют незащищённые границы, некоторые охраняемые виды, такие как Кордицепс китайский, имеют свои собственные рынки сбыта в Бутане.

## Изменение климата
Бутан сталкивается с постоянным и неминуемым изменением климата с конца двадцатого века. Ощутимое изменение климата привело к потеплению и таянию многих ледников Бутана, увеличив частоту и тяжесть наводнений, связанных с прорывом ледниковых озер (GLOFs). В связи с изменением климата в Бутане также наблюдается изменение сельскохозяйственных методов, что вызывает обеспокоенность по поводу устойчивости сельского хозяйства в Бутане.

### Отступление ледника и GLOFs
Там, где движение ледников временно перекрывает речные потоки, территориям, расположенным ниже по течению, могут угрожать GLOFs. Хотя GLOFs не являются новым явлением для Бутана, их частота возросла за последние три десятилетия. Значительные GLOFs произошли в 1957, 1960, 1968 и 1994 годах, унеся жизни людей и уничтожив имущество ниже по течению. Однако, по данным Министерства энергетики Бутана, большинство рек в Бутане в большей степени подвержены колебаниям в связи с изменением характера осадков, чем наводнениям, непосредственно связанным с таянием ледников или снега.
Поскольку состояние ледников в Бутане связано с изменением климата, эта тема является несколько противоречивой. В отчете ООН за 2008 год говорится, что из-за повышения температуры ледники в Бутане отступают со скоростью 30-40 метров в год, что может привести к тому, что многие озера прорвут свои берега и спустят миллионы литров паводковых вод вниз по течению. Это и многие другие проблемы, связанные с климатом, указанные в отчете, побудили региональную ассоциацию министров здравоохранения учредить в сентябре 2007 года в Тхимпху Региональный чрезвычайный фонд здравоохранения Юго-Восточной Азии. Аналогичным образом, страны-члены Ассоциации регионального сотрудничества стран Южной Азии (SAARC) на своем саммите в апреле 2010 года приняли двусторонние соглашения, включающие меры по борьбе с изменением климата и ледниками.
В докладе ООН 2008 года также говорилось, что гималайские ледники растают в течение 25 лет, однако премьер-министр Джигме Тинлей на пресс-конференции в конце марта 2010 года высказал более мрачную точку зрения, заявив: "Наши ледники уходят очень быстро, и у нас есть причины беспокоиться, что они могут исчезнуть не в 2035 году, а даже раньше". Дальнейшие исследования в 2009 году показали, что скорость таяния ледников в Бутане в три раза превышает средние мировые показатели, и что за предыдущие три десятилетия температура в регионе повысилась на 2,7 °C. Спутниковая съемка также подтвердила изменения в ледниках и снежных вершинах, указывая на увеличение стока и уменьшение покрытия. Однако мнения о влиянии глобального потепления на Гималаи разделились. Согласно отчету геологической службы США, за последние 30 лет 66 ледников в Бутане уменьшились на 8,1 процента. С другой стороны, исследование, результаты которого были опубликованы в 2011 году, показало, что таяние ледников зависит от нескольких факторов, включая завалы мусора, и что более половины ледников в Гималаях стабильны или даже растут. Селевый покров, такой как камни и грязь, отличает относительно стабильные ледники Гималаев от ледников Тибетского нагорья, которые в настоящее время быстро отступают. Исследование, проведенное Калифорнийским и Потсдамским университетами и опубликованное в журнале Nature Geoscience, было основано на изучении 286 ледников вдоль Гималаев и Гиндукуша от Бутана до афгано-пакистанской границы. Другое предварительное исследование, проведенное группой японских и бутанских ученых, включая гляциомикробиолога, гляциоэколога и геолога, показало, что присутствие особого микроорганизма на поверхности ледников может ускорить таяние ледников и в конечном итоге привести к прорыву ледников.

### Сельское хозяйство
В начале 21 века бутанские фермеры впервые столкнулись с сельскохозяйственными перепадами урожайности, вызванными изменением климата, включая повышение температуры, удлинение сезонов и усиление эрозии из-за отступления ледников в Бутане. Двойные урожаи поздней осенью препятствуют получению одного созревшего урожая и вызывают угрозу снижения урожайности следующим летом. По аналогичным данным в соседних индийских регионах потери урожая из-за этих изменений составляют от 10 до 40 процентов. Некоторые жители Бутана сменили сельскохозяйственные культуры в результате этих экологических изменений.

## Лесное хозяйство
В конце XX века низкая численность населения Бутана и отсутствие чрезмерного развития экономики способствовали сохранению лесов. Из-за рельефа местности более доступные леса были вырублены, в то время как отдаленные леса оставались в основном в своем естественном состоянии до начала 1990-х годов. Прогрессивная государственная политика сохранения лесов была направлена на то, чтобы сбалансировать потребности в прибыли с экологическими соображениями, управлением водными ресурсами и сохранением почвы. Успех в управлении лесными ресурсами уже давно имеет решающее значение для местной экологии и экономики, а также влияет на поймы рек Индии и Бангладеша. В 1952 году был создан Департамент лесного хозяйства для контроля за сохранением и эксплуатацией значительных лесных ресурсов страны.
Эксплуатация лесных ресурсов увеличилась с началом осуществления Первого плана развития в 1961 году. Неконтролируемая вырубка деревьев в 1970-х годах частными компаниями в районах лесозаготовок и сельским населением вдоль дорог и в основных долинах привела к разрушению склонов холмов и серьезной эрозии. Земледелие, лесные пожары и чрезмерный выпас скота также способствовали деградации лесных ресурсов Бутана. В 1981 году около 3,3 миллиона гектаров, или от 70 до 74 процентов территории, были покрыты лесом, но в 1991 году, по зарубежным оценкам, лес сократился до 60-64 процентов территории. Даже по более консервативным оценкам, в конце 1980-х годов лесами было покрыто около 50 процентов территории Бутана, и около 15 процентов ВВП страны производилось за счет лесной промышленности.
Осознавая потенциальную ценность своих лесных ресурсов, Бутан в 1970-х годах стал уделять все больше внимания управлению лесным хозяйством. Начиная с 1977 года, Всемирный фонд дикой природы начал поддерживать управление лесами Бутана путем организации программ обучения лесничих, выделения средств на демаркацию границ леса, строительства сторожевых постов и прокладки патрульной дороги для того, что позже было названо Королевским национальным парком Манас. Бутан отклонил помощь Всемирного банка на строительство крупной плотины на реке Манас-Чу в 1986 году, которая затопила бы эту крупную природоохранную зону на южной границе Бутана и Индии. К 1989 году в Бутане было создано девять других лесных и природных заповедников, также расположенных в основном вдоль южной границы с Индией. В связи с растущим опустошением склонов холмов частная вырубка леса была запрещена, а в 1979 году были установлены строгие стандарты для лесозаготовительных работ в государственном секторе. Фермеров предостерегали от выжигания лесов для расчистки земли под сельскохозяйственные культуры, а лесная охрана получала все большее число специалистов, чтобы помочь сохранить ценные ресурсы. В рамках Пятого плана развития особое внимание уделялось сохранению лесов, их обследованию, демаркации, сохранению и планам управления по заготовке лесной продукции. Также были созданы заповедники дикой природы. Однако одним из непосредственных результатов регулирования лесного сектора стало резкое снижение доходов с конца 1970-х годов. В 1991 году правительство при содействии UNDP и Всемирного фонда дикой природы учредило трастовый фонд для сохранения окружающей среды. Первоначально в размере 20 миллионов долларов США, фонд, управляемый ПРООН, был нацелен на получение до 1 миллиона долларов США в год для обучения в области лесного хозяйства и экологии, обследования лесов, пересмотра и реализации планов управления охраняемыми территориями, а также для поддержки правительственных экологических офисов, программ информирования общественности и комплексных программ сохранения и развития. В настоящее время заготовка древесины на внутреннем рынке остается легальной, хотя и подлежит строгому регулированию и проверке.

## Городская среда
Бутан сталкивается с проблемами в городской среде в связи с ростом Урбанизации, Индустриализации и Экономического развития. В 2011 году во многих относительно городских районах отсутствовали специально оборудованные свалки и эффективные системы утилизации отходов, что побуждало жителей сжигать мусор, выбрасывать его или просто бросать с обрыва. В 2012 году небезопасная утилизация отходов достигла 52 % от общего количества образующихся отходов.
Хотя Закон о предупреждении и управлении отходами был принят в 2009 году, его регулирование было завершено в 2011 году. Эти правила были направлены на разделение мусора, включая промышленные, химические, радиоактивные и электронные отходы, которые до этого смешивались с обычным мусором. Постановление 2011 года также запрещает свалки и захоронение отходов на территории национальных парков, охраняемых территорий, биологических коридоров и населенных пунктов. Из-за относительно высокой численности населения и мощного местного самоуправления городской тхромде Тхимпху часто находится в авангарде городских экологических вопросов в Бутане.

### Городские отходы
По состоянию на 2011 год только в Тхимпху ежедневно производилось около 51 тонны (8 000 ст.) отходов, при среднем объеме отходов одного домохозяйства в 0,96 кг, что представляет собой почти трехкратное увеличение по сравнению с тремя предыдущими годами. По оценкам властей тхромде Тхимпху, 49 процентов от общего объема мусора в Тхимпху составляют биоразлагаемые органические отходы; 25,3 процента — бумага; 13,7 процента — пластик; и 3,6 процента — стекло. Единственный столичный полигон для захоронения отходов, полигон Мемелакха, исчерпал свои возможности в 2002 году, что привело к переполнению и незаконному захоронению отходов там и в других местах вокруг Тхимпху. До 2009 года правительство проводило политику «загрязнители платят», которая не принесла желаемых результатов. Для более эффективного решения проблемы мусора и рассмотрения различных видов отходов, Тхимпху начал субсидированный пилотный проект по сортировке биоразлагаемого и небиоразлагаемого мусора. Муниципальные власти Тхимпху также занялись проблемой вездесущего пластика в мусоре, установив измельчитель для ПЭТ-бутылок, чтобы облегчить их транспортировку на переработку в Индию. Тем не менее, соблюдение надлежащей утилизации отходов остается проблемой во всех сегментах, от уличных торговцев до простых граждан.